# 三磷化砷
三磷化砷是一种无机化合物，化学式为AsP3，它最初于1970年由Ozin在磷和砷的混合蒸气中观察到，但直至2009年才被Cummins等人合成并分离出来。

## 合成
三磷化砷的合成共分三步。第一步是通过五氯化铌和2,6-二异丙基苯酚（HODipp）反应，得到Cl2Nb(ODipp)3；第二步由得到的铌配合物和钠汞齐及白磷反应，引入P33−基团，得到Na{P3Nb(ODipp)3}；最后是通过P33−的转移反应制得AsP3：
Na{P3Nb(ODipp)3} + AsCl3 → AsP3 + NaCl + Cl2Nb(ODipp)3

## 性质
三磷化砷加热可以分解为单质。它和金属可以形成配合物。

## 拓展阅读
- Tobias A. Engesser, Wesley J. Transue, Philippe Weis, Christopher C. Cummins, Ingo Krossing. . European Journal of Inorganic Chemistry. 2019-06-10, 2019 (21): 2607–2612  [2020-12-23]. doi:10.1002/ejic.201900267 （英语）.
- Brandi M. Cossairt, Christopher C. Cummins. . Chemistry – A European Journal. 2010-11-08, 16 (42): 12603–12608  [2020-12-23]. ISSN 0947-6539. doi:10.1002/chem.201001819 （英语）.